# روکلاچ
روگلاخ (به ییدیش: ראָגאַלעך) یک نوع شیرینی ییدی ست.